# Сумишевский, Ярослав Александрович
Ярослав Александрович Сумишевский (род. 18 октября 1983, Шахтёрск, Сахалинская область) — российский эстрадный певец, основатель и бессменный ведущий интернет-проекта «Народный Махор», участник шоу 
«Три аккорда» (2018) на
Первом канале и «Аватар» (2022), «Маска» (2023, 2025) на НТВ.

## Биография
Отец Ярослава — шахтер, который привил сыну любовь к музыке. В родном городе Ярослав окончил музыкальную школу по классу баяна.                                                                                                                                                                          После окончания школы поступил в училище искусств в Южно-Сахалинске, на специальность «хоровое дирижирование». Окончив училище, Ярослав отправился в Москву, где поступил на вокальное отделение Московского государственного университета культуры и искусств. В 2009 году певец получил диплом этого университета.

### Музыка
Первым серьёзным этапом в музыкальной карьере Ярослава стало участие в телевизионном музыкальном проекте «Хелло, Юрмала!» в 2009 году, где Ярослав получил награду «Приз зрительских симпатий».
Первую известность в интернете получил, снимая розыгрыши (пранки):
- Флешмоб на песню «Смуглянка»[5];
- Водитель маршрутки[6];
- Гаишник[7].

В 2011 году снят первый официальный клип певца на песню «Птица-любовь».
В 2013 году был основан проект «Народный Махор».
В 2018 году Ярослав принял участие в передаче «Три аккорда».
17 октября 2018 года Ярослава отыграл сольный концерт в Москве в «Вегас Сити Холле», где презентовал программу «Сумишествие».
17 ноября 2019 года Ярослав представил программу «Я всю жизнь шёл к тебе» в Государственном Кремлёвском дворце.
В 2022 году Ярослав принял участие в шоу «Аватар» в образе Незнайки.
В 2023 году выступил в качестве гостя 4 сезона шоу «Маска» в образе Мумии. Вновь участвовал в этом же шоу в 2025 году, в 6 сезоне в образе Окуня. 30 марта 2025 года личность Окуня была раскрыта.
В октябре 2023 года принял участие в программе «Привет, Андрей!» у Андрея Малахова, передача была посвящена Ярославу, в связи с его юбилеем.

## Оценки
«Вчера он не удивил, а потряс меня. Судите сами: аншлаг в государственном Кремлёвском дворце. Многие артисты собирают аншлаги, скажете вы? Во-первых, не многие, учитывая, что это был дебют. Во-вторых, большинство наших звезд элементарно „нагоняют“ Кремль бесплатными пригласительными и распространенными по организациям уцененными билетами. В данном случае, я стопроцентно знаю, что такого не было. Пришли люди, реально влюблённые в артиста, человека, голос, песни… Эта безусловная, искренняя любовь почти четыре часа царила, и в зале, и на сцене. Имя всему этому — Ярослав Сумишевский…». — Евгений Григорьев

## Личная жизнь
От первого брака у Ярослава есть дочь Ксения. Ксения является участником волонтёрского движения, помогает бездомным животным.
Второй женой певца стала Наталья Бородкина (умерла после страшной аварии под Красноярском 6 февраля 2021 года), которая являлась также директором проектов Ярослава.
В 2017 году у Натальи и Ярослава родился сын Мирослав.

## Дискография

### Видеоклипы
| Год выпуска | Название релиза          |
| ----------- | ------------------------ |
| 2017        | «Мама»                   |
| 2018        | «Исповедь»               |
| 2019        | «Сумишествие»            |
| 2020        | «Я всю жизнь шёл к тебе» |
| 2020        | «Ступени»                |

| Год  | Песня |
| ---- | --- |
| 2011 | «Птица-любовь» |
| 2017 | «Любовь» |
| 2018 | «Самая милая» (дуэт с Русланом Алехно) «Исповедь» (дуэт с Жекой)                                                                               |
| 2019 | «Ты моё сумасшествие» (дуэт с Любовью Поповой)                                                                                                 |
| 2020 | «Ближе, чем мы есть» (дуэт с Алёной Петровской)                                                                                                |
| 2021 | «Мужчины никогда не плачут» (дуэт с Жекой) «Пластиночка» (дуэт с Алексеем Петрухиным) «Морская» (дуэт с Алексеем Петрухиным) «Ты не суди меня» |
| 2022 | «Навек» (дуэт с Тамарой Кутидзе) «А в деревне» (дуэт с Алексеем Петрухиным) «Моя чужая» «За окошком вишня»                                     |
| 2023 | «Приговорён любовью я» |

### Участие в фестивале «Песня года»
| Год  | Финал             |
| ---- | ----------------- |
| 2021 | «Ты не суди меня» |

### Участие в фестивале «Эх разгуляй!»
| Год  | Финал          |
| ---- | -------------- |
| 2018 | «Говоришь мне» |

## Награды

### Шансон Года
| Год       | Финал                                          |
| --------- | ---------------------------------------------- |
| 2020/2021 | «Пластиночка» (дуэт с Алексеем Петрухиным)     |
| 2022      | «Ты не суди меня» «Дружба одна на всех» (дуэт) |
| 2023      | «Навек» (дуэт с Тамарой Кутидзе)               |
| 2023      | «Хуторяночка» (дуэт с Алексеем Петрухиным)     |